# 勞法赫河
50°0′8.87″N 9°13′52.38″E / 50.0024639°N 9.2312167°E

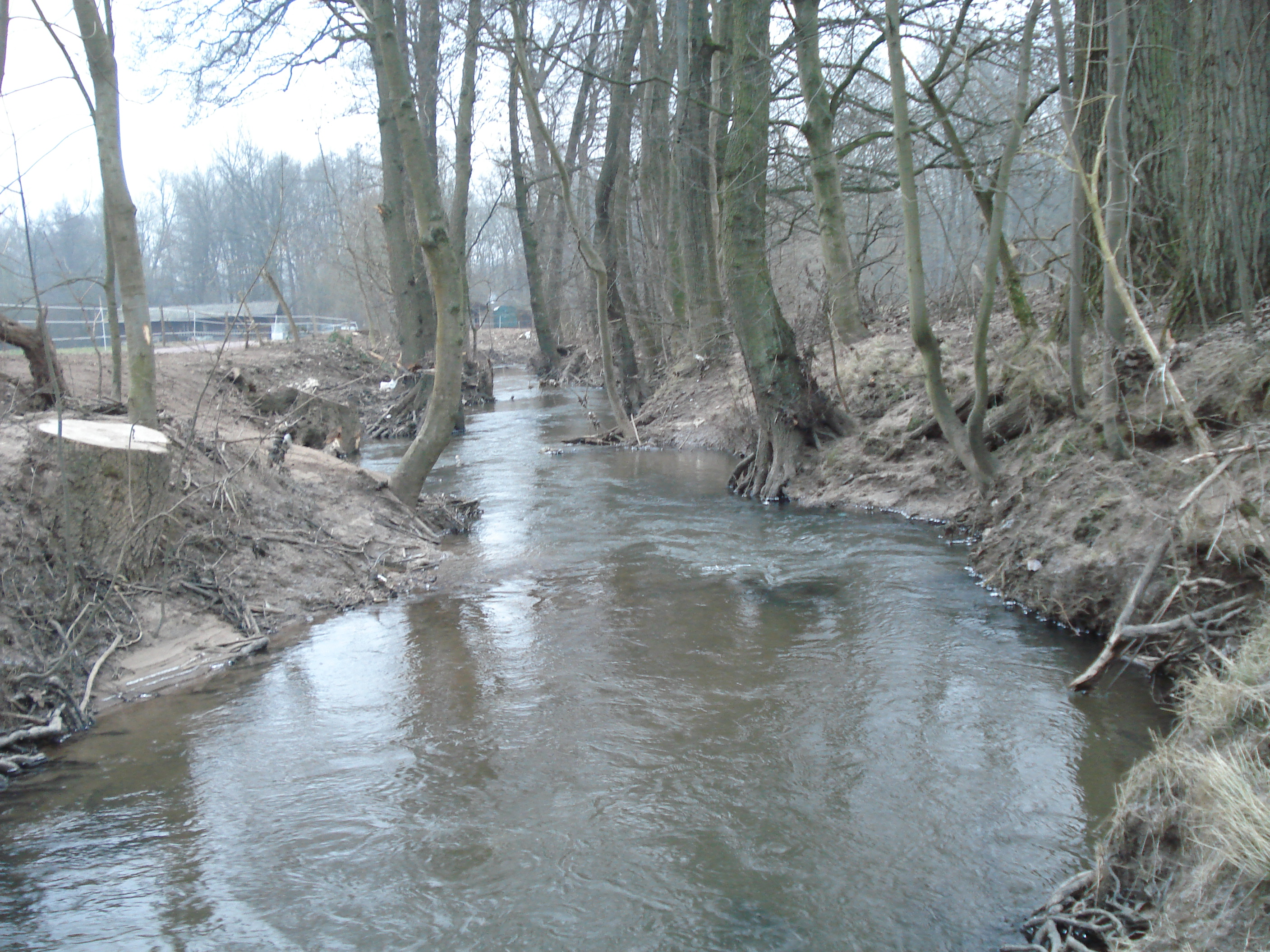

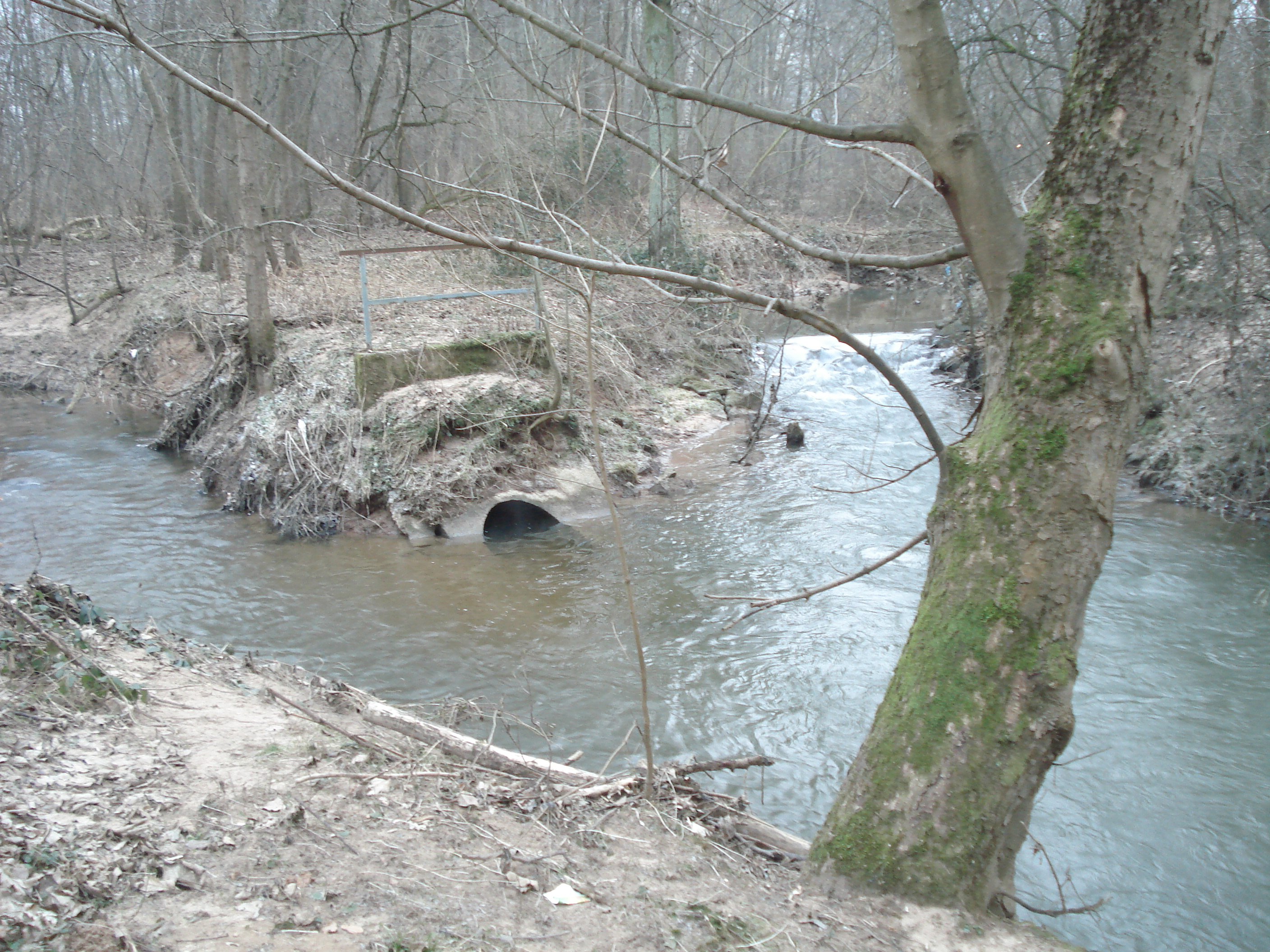

勞法赫河（德語：Laufach），是德國的河流，位於該國東南部，由巴伐利亞負責管轄，屬於阿沙夫河的右支流，河道全長7.5公里，流域面積56平方公里。